# Cantón de Cambrai-Este
El cantón de Cambrai-Este era una división administrativa francesa, que estaba situada en el departamento de Norte y la región de Norte-Paso de Calais.

## Composición
El cantón estaba formado por trece comunas, más una fracción de la comuna que le daba su nombre:
- Awoingt
- Cagnoncles
- Cambrai (fracción)
- Cauroir
- Escaudœuvres
- Estrun
- Eswars
- Iwuy
- Naves
- Niergnies
- Ramillies
- Séranvillers-Forenville
- Thun-l'Évêque
- Thun-Saint-Martin

## Supresión del cantón de Cambrai-Este
En aplicación del Decreto nº 2014-167 de 17 de febrero de 2014, el cantón de Cambrai-Este fue suprimido el 22 de marzo de 2015 y sus 14 comunas pasaron a formar parte; siete del nuevo cantón de Cambray, cuatro del nuevo cantón de Caudry y tres del nuevo cantón de Le Cateau-Cambrésis.